# تومونوبو إيتاغاكي
تومونوبو إيتاغاكي (بالإنجليزية:Tomonobu Itagaki) ( ولد في 1967 )
هو مصمم ألعاب فيديو ياباني ، قام بصنع لعبة القتال ديد أور ألايف (Dead or Alive) ، كما قام بصنع سلسلة نينجا غايدن في عام 2004 . بينما حصلت ألعابه على نطاق واسع من الثناء ، ويعتبر من مصممي الألعاب الذين يحظون باحترام ، حصل تومونوبو على انتقادات أيضا للشخصيات النسائية في ألعابه حيث يفرط بشكل كبير في الثديين ، وأيضا صراحته و قلة التواضع في المقابلات وحول تصريحاته التي يصدرها حول منافسيه وألعابهم. انضم تومونوبو لعمل في شركة تيكمو في عام 1992 ثم ترأس فريق التطوير الخاص بالشركة و المسمى نينجا تيم . بعد 16 عام من الخدمة ترك الشركة ورفع دعوى قضائية ضدها لعدم دفع العلاوات له . حالياً يعمل على صنع لعبة فيديو جديدة مع فريقه الجديد في استوديوهات فالهالا جيم (Valhalla Game Studios) متضمننا أعضاء آخرين من نينجا تيم .